# 케직 사경회
케직 사경회(Keswick Convention)는 영국의 컴브리아 (Cumbria)의 케직에서 매년 열리는 복음주의 기독교인들의 모임이다.

## 역사적 기원
케직운동의 역사적 기원 영국에서 시작되었다. 1870년 들어 성결운동이 쇠퇴하게 되자 보드먼(W. E. Boardman)과 스미스의 주도로 성경연구(Bible Study)와 성결(holiness)을 강조하는 집회를 통해서 그리스도인의 고상한 생활운동이 시작되었다. 영국 서북부 지역 컴브리아(Cumbria)의 아름다운 자연의 풍경을 자랑하는 자그마한 마을 케직(Keswick)에서  "성경적 성결의 증진을 위한 그리스도인의 모임"으로 연례 천막집회로 1875년 시작된 케직 운동은 138년 동안 영국 및 전 세계 교회에 영적 활력을 제공해 온 전통적인 부흥운동이다. 케직 사경회(Keswick Convention, 1875)는 개인적인 성경을 위한 운동을 만들어 냈다. 케직 사경회는 성결과 봉사를 위한 초교파적 모임이었으나 이를 주도한 목회자들은 대부분 영국 성공회 소속의 목회자들이었다.

## 케직 운동의 신학자들
케직 운동의 중요 신학자는 홈킨스, 모울, 웨브-피블로 등이었다. 케직 운동의 중요한 지도자인 홉킨스(Evan Hopkins)는 죄의 뿌리를 죄성이 아닌, 악에 대한 경향성에 대한 ‘반작용’으로 설명했다. 그는 성결이란 고정된 정결의 상태가 아니라 성령의 능력으로 계속 유지되어야 되는 상황임을 역설했다. 이같은 초기 케직 운동의 죄에 대한 이해가 후기에 와서는 세대주의적 영향으로 마이어(F. B. Meyer)와 같은 이들을 통해 육체적 전적 부패성과 죄성의 억제설을 강조하는 방향으로 진전되었다.
그러나 고든(Gordon), 피어슨(Pierson), 무디(Moody), 토레이(Torrey)와 같은 미국 복음주의자들의 성결론은 세대주의 견해와 케직 운동의 가르침 사이에 위치하는데, 일반적으로는 세대주의적 두 본성(죄악의 본성과 신적 본성, 옛 본성과 새 본성) 이론보다는 케직 운동에서 주장하는 죄성에 대한 승리의 방향에 대해 더 많은 강조점을 띠었다.
그러나 케직 운동의 영향을 받은 미국의 케직 운동가들 중 고든(Gordon), 피어슨(Pierson), 무디(Moody), 토레이(Torrey)와 같은 보수적 복음주의자들의 성결론은 세대주의 견해와 케직의 가르침 사이에 위치하는데, 일반적으로는 세대주의적 두 본성 이론보다는 케직운동에서 주장하는 죄성에 대한 승리의 방향에 대해 더 많은 강조점을 두었다. 케직 운동의 성결론은 성령의 능력으로 새로운 삶을 사는 것이다. 로버트 피어설 스미스(Pearsall Smith), 홉킨스(Evan Hopkins), 모울(Handley C. G. Moule), 마이어(F. B. Meyer) 그리고 머레이(Andrew Murray)와 같은 케직 운동의 지도자들은 1870년대 이후 영국인의 영적 삶에 큰 영향을 끼쳤다. 특히 머레이는 현대적 의미에서의 오순절주의자는 아니었다 할지라도 감리교도의 성결론에 깊이 영향을 받았으며, 그의 저서들은 오순절 주의를 세우는데 많은 도움을 주었다.
케직 운동은 칼빈주의 성결운동으로 나아갔다. 케직 운동의 성결론을 간략히 요약하면 다음과 같다; (1) 성결론에는 무엇보다도 ‘자기에 대한 죽음’이 먼저 강조된다. (2) 그 후에는 성령의 충만을 즉각 받아들이는 일이 요구되는데, 물론 여기에는 온전한 헌신이 전제된다. 케직 운동의 가르침에는 성령세례라는 용어보다는 ‘성령으로 충만케 되는’이라는 용어를 잘 사용하였다. (3) 마지막으로 강조되는 것은 내주하시는 그리스도의 임재에 대해서이다. 비록 죄를 이기는 능력과 봉사의 능력이 강조될지라도, 케직 운동의 최종적인 극치는 어디까지나 그리스도 중심적인 데 있다. 케직 사경회는 성결을 “그리스도와의 연합”으로 보았다.